# Janusz Hernandez
Janusz Hernandez (ur. 1946 w Prudniku) – polsko-hiszpański wokalista i perkusista.

## Życiorys
Pochodzi z Prudnika. Jego matka była Polką, a ojciec Hiszpanem. Karierę muzyczną rozpoczął jako wokalista zespołu Szafiry z Głuchołaz. Oprócz własnego repertuaru, zespół wykonywał m.in. utwory zagranicznych zespołów, za co został zdyskwalifikowany z festiwalu w Oświęcimiu.
Dwa lata po wstąpieniu do Szafirów Hernandez odbył służbę wojskową. Następnie występował w zespole Abstynenci z Nysy, w No To Co oraz w Bractwie Kurkowym 1791. Występował również w Jugosławii i Stanach Zjednoczonych.
W 1988 wraz z rodziną wyjechał do Hiszpanii. Posiada podwójne obywatelstwo. Jego syn, Robert, został tatuażystą.